# Jeff Lindsay (író)
Jeff Lindsay (születési neve Jeffry P. Freundlich) (Miami, Florida, 1952. július 14. –)  amerikai krimiíró. 

## Munkássága
1975-ben diplomázott a vermonti Middlebury College-ban. Legtöbb korábban publikált munkájában felesége is részt vett, mint társszerző. Time Blender című művét Michael Dornnal írta. Lindsay a Dexter regénysorozattal vált ismertté. A sorozat első könyvét, a Dexter dühödt démonai-t (angolul: Darkly Dreaming Dextert) a Mystery Writers of America Edgar Allan Poe-díjára jelölték a legjobb első regény kategóriában, bár lekerült a listáról, mikor kiderült, hogy Lindsay számos könyvet kiadott már az 1990-es években egy másik írói álnév, Jeffrey P. Lindsay alatt. A könyv címe eredetileg "Pinocchio Bleeds" vagyis ˇPinocchio vérzik" lett volna, Lindsay középső lányának javaslatára, de a kiadó ezt elvetette.
A Dexter címen futó tévésorozat 2006-ban került adásba Amerikában a Showtime kábel csatornán. Az első évad 12 epizódja elsősorban a könyvet vette alapul. A második évaddal kapcsolatban mindenki azt találgatta, hogy vajon a második könyvet - Drága, dolgos Dexter (angolul: Dearly Devoted Dexter) - fogja-e követni. Mint kiderült, a forgatókönyvírók egy teljesen új sztorit dolgoztak ki. Ezután már a történet nem követi a könyv eseményeit. A második évad 2007-ben, a harmadik 2008-ban került adásba. 2008. október 21-én a Showtime megrendelte a negyedik és ötödik évadot 12-12 epizóddal. A negyedik évad forgatása 2009 elején kezdődött, a premier szeptember 27-e, az évadzáró pedig december 13-a volt. Lindsay kapott egy kisebb (cameo) szerepet a harmadik évad tizedik epizódjában.

## Magánélete
A floridai Cape Coralban lakik feleségével, az ugyancsak író Hilary Hemingwayjel. Hilary Ernest Hemingway bátyjának, Leicester Hemingwaynek a lánya.

## Művei
- Tropical Depression: A Novel of Suspense (1994, ISBN 155611401X)
- Dream Land: A Novel of the UFO Coverup (1995, ISBN 0312856318)
- Time Blender (1997, ISBN 0061056820, ISBN 978-0-06-105682-6)
- Dreamchild (1998, ISBN 0312859538)
- Hunting with Hemingway : Based on the Stories of Leicester Hemingway (2000, ISBN 1573221597)
- Dexter dühödt démonai (Darkly Dreaming Dexter 2004; magyar kiadás: 2008, Agave Könyvek ISBN 9786155049842)
- Drága, dolgos Dexter (Dearly Devoted Dexter 2005; magyar kiadás: 2008, Agave Könyvek ISBN 9789637118951)
- Dermedt, dacos Dexter (Dexter in the Dark 2007; magyar kiadás: 2008, Agave Könyvek ISBN 9789639868205)
- Dexter darabokban (Dexter by Design 2008; magyar kiadás: 2009, Agave Könyvek ISBN 9789639868373)
- Dexter dicsfényben (Dexter is Delicious 2010; magyar kiadás: 2011, Agave Könyvek ISBN 9786155049415)
- Dupla Dexter (Double Dexter 2011; magyar kiadás: 2012, Agave Könyvek ISBN 9786155049927)
- Dexter és a végső vágás (Dexter's Final Cut 2013)